# Hibolithes
Hibolithes is een geslacht van uitgestorven mollusken, dat leefde van het Midden-Jura tot het Laat-Krijt.

## Beschrijving
Deze belemniet had een lang, slank en teergebouwd rostrum (een inwendig gelegen sigaarvormige structuur van voornamelijk radiair gelaagd calciet) met een broze voorrand, waarvan het bolste gedeelte zich aan de achterkant bevond. Aan de onderzijde in de nabijheid van de voorkant tekende zich een duidelijke ventrale groeve af. De normale lengte van de schelp bedroeg ongeveer dertig centimeter.